# Nautilus (1800)

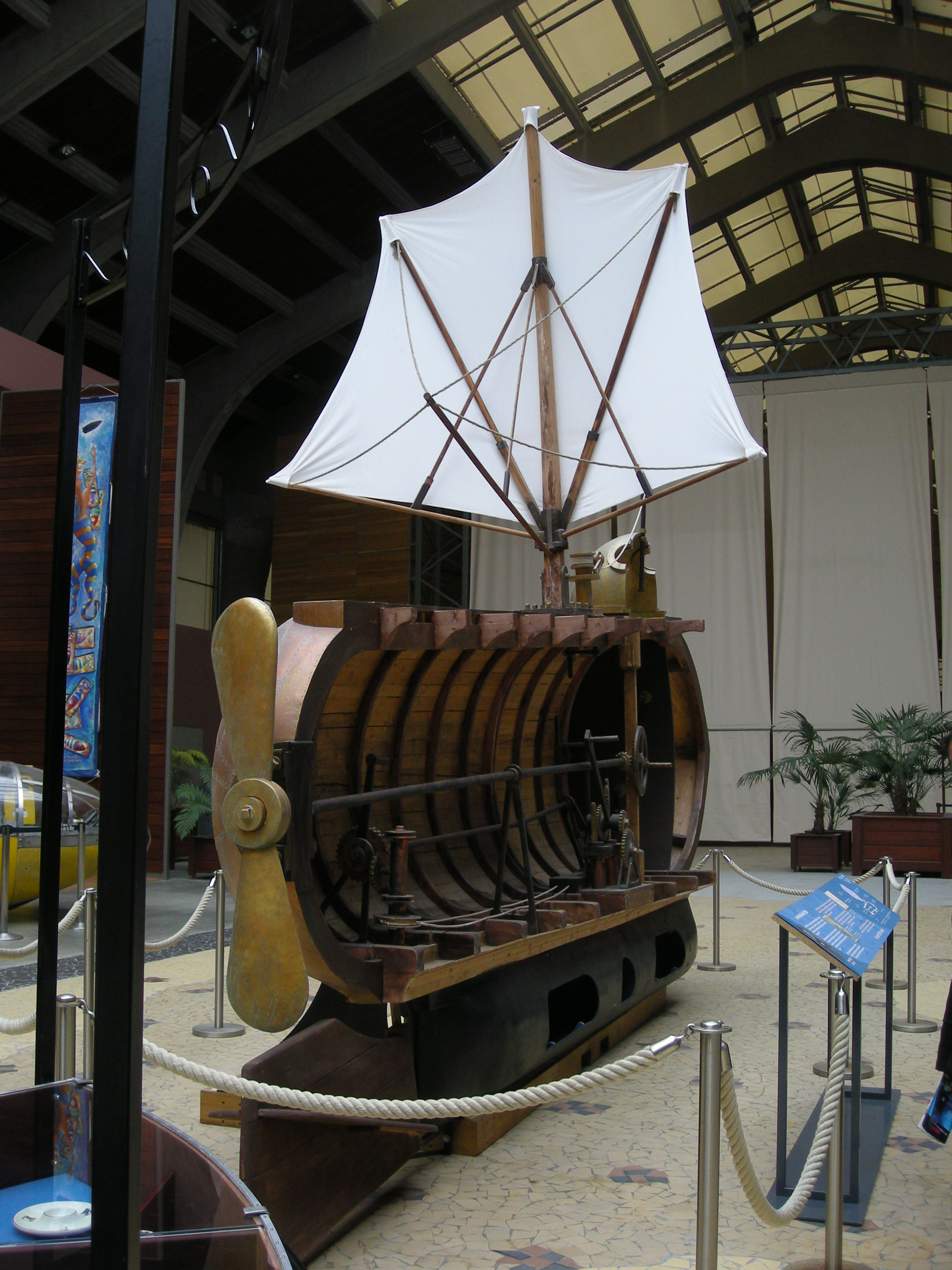
Reconstrucción del Nautilus de Robert Fulton, en la Cité de la Mer (Cherbourg, Normandia)

El Nautilus fue un submarino diseñado y creado por el ingeniero e inventor estadounidense Robert Fulton. Pese a ser funcional, no interesó a los gobiernos francés ni británico.

## Historia
El diseño tenía elementos en común con el submarino creado en 1620 por Cornelius Drebbel, es decir, una capacidad de inmersión muy limitada y propulsión manual por los miembros de la tripulación. El submarino de Fulton no era capaz de reciclar el aire de su interior, teniendo que recurrir a un primitivo esnórquel para evitar la asfixia de los tripulantes.
La estructura del Nautilus estaba realizada de hierro, con planchas de cobre formando el recubrimiento exterior, y fue probado por primera vez en el río Sena en el año 1800. Al año siguiente, en el puerto de Brest, estuvo sumergido durante más de una hora y fue capaz de hundir una balandra de 12 metros tras alcanzarla con una carga explosiva instalada en el extremo de un botalón. 
Pese a ello, el gobierno francés no financió el desarrollo de la nave, por lo que Fulton se dirigió al Reino Unido, donde en una nueva demostración en 1805 hundió un bergantín de un modo análogo al empleado en Francia, pero nuevamente su petición de patrocinio fue rechazada.